# Димничар
Димничар или оџачар је занатлија који води рачуна о димњацима. Раније када није било централног грејања, електричних и плинских грејалица, електричних радијатора, клима-уређаја и других извора топлоте. Димничари су са својом четком која је монтирана на дугачкој сајли чистили димњаке (оџаке), јер се у истима временом скупљао гар који је ометао горење пећи на угаљ или дрва. 
Димничари су имали и тешку гвоздену куглу такође монтирану на сајли којом су такође чистили оџаке од предмета који су запали. На доњем делу димњака су била вратанца која би отварали и чистили накупљену гар.
Димничари су знали да президају каљеву пећ (иако је то био посао пећара).
У новије време су радили спаљивање гари у оџаку уз помоћ пламеника на бутан из бутан боце.
Димничари су имали посебна одела црне боје и посебне мале црне капице. Увек су били гарави, али то никоме није сметало.
Сматрало се да срести димничара значи срећу и при сусрету са димничаром је требало заврнути у круг једно дугме на себи (али не толико да се откине). Срећом се сматрало и ако се „украде“ длака из димничарске четке, кад он „не види“.
Димничар је као робна марка стављена на чувене „Негро“ бомбоне које прави „Пионир“ из Суботице. Бомбоне су црне боје, имају укус ментола, а слоган је: „Негро, оџачар грла“ јер наводно олакшавају упалу грла.